# Liga dos Campeões de Voleibol Feminino 2015-16
A Liga dos Campeões da Europa de Voleibol Feminino de 2015-16 foi quinquagésima sétima edição da principal competição de clubes de voleibol feminino da Europa, organizada pela CEV iniciada com as qualificatórias, esta realizada no período de 27 de outubro a 10 de abril de 2016 com 12 participantes, e o torneio principal previsto para o período de 9 de fevereiro de 2015 a 10 de abril de 2016 com 12 equipes disputando o título